# Onas

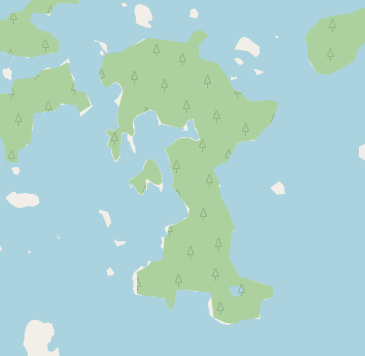
Karta på Onas

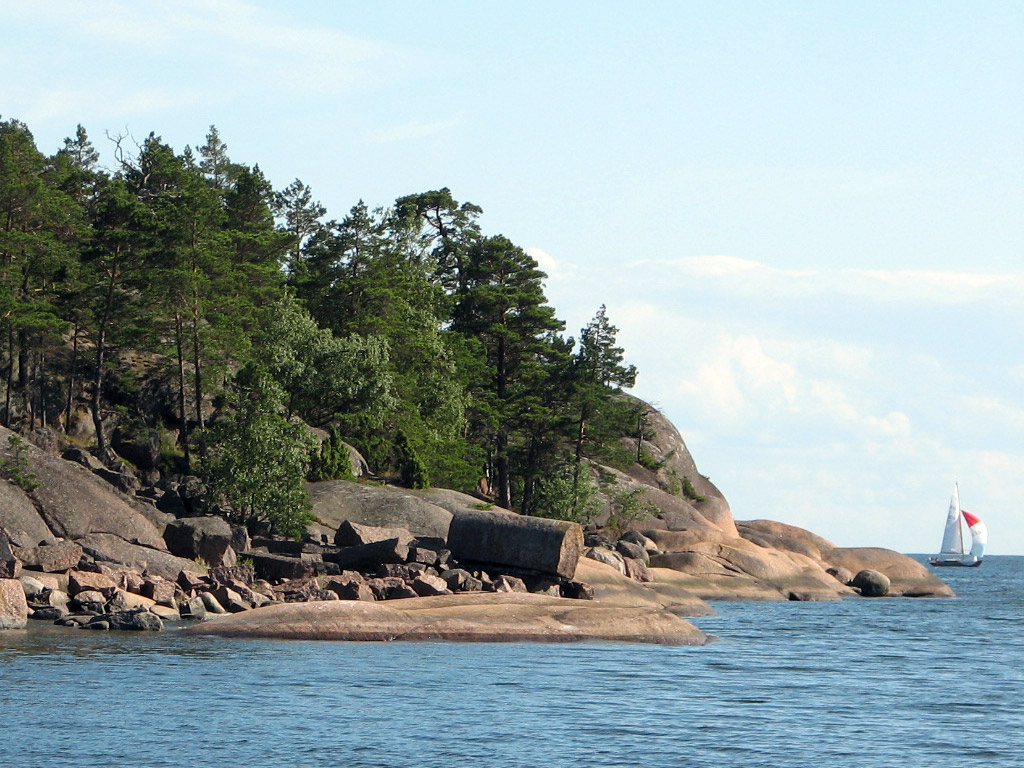
Den så kallade Napoleon-sarkofagen i Onas, en sten som enligt legenden var avsedd att bli Napoleon I:s sarkofag.

Onas [onas] är en by i Borgå, Nyland. Byn ligger på ön Onaslandet . På öns södra kust ligger Napoleon-Sarkofagen. Den halvfärdigt upphuggna stenen ska enligt legenden ha varit avsedd som sakofag till Napoleon I.
På sydöstra sidan Uudenmaan virkistysalueyhdistys ry:s friluftsområde.